# Aedes
Aedes és un gènere de dípters nematòcers de la família dels culícids. Originalment es trobava en zones tropicals i subtropicals, però s'ha estès per l'activitat humana en tots els continents excepte l'Antàrtida. Algunes de les seves espècies transmeten virus potencialment letals per als humans; una espècie, Aedes albopictus (el mosquit tigre) és el mosquit més invasiu del món. El gènere Aedes inclou nombroses espècies, entre las que hi ha:
- Aedes albopictus - mosquit tigre.
- Aedes aegypti - mosquit de la febre groga.
- Aedes cantator
- Aedes vexans
- Aedes cinereus
- Aedes vittatus
- Aedes japonicus

La taxonomia del gènere, conjuntament a la de la tribu Aedini, ha sofert durant finals de la dècada del 1990 i de la del 2000 una intensa controvèrsia taxonòmica degut als treballs fenològics i genètics de Reinert, Harbach i Kitching, que arribaren a la conclusió de fragmentar el gènere en diversos gèneres, elevant anteriors subgèneres, molts d'ells definits per ells mateixos, a la categoria de gènere. Malgrat tot altres autors han revisat la metodologia dels estudis retornant a la categoria de subgèneres molts d'aquests gèneres, a grans trets reduint la fragmentació del gènere i la dispersió de les espècies incloses prèviament en aquest clade i retornant al nom específic anterior les espècies subjectes a aquesta re-classificació. Aquesta re-anàlisi (Wilkerson et al. 2015) de les dades publicades per Reinert et al. proposa la divisió del gènere en una setantena de subgèneres:
- Abraedes Zavortink, 1970
- Acartomyia Theobald, 1903
- Aedes Meigen, 1818
- Aedimorphus Theobald, 1903
- Alanstonea Mattingly, 1960
- Albuginosus Reinert, 1987
- Ayurakitia Thurman, 1954
- Aztecaedes Zavortink, 1972
- Belkinius Reinert, 1982
- Bifidistylus Reinert, Harbach & Kitching, 2009
- Borichinda Harbach & Rattanarithikul, 2007
- Bothaella Reinert, 1973
- Bruceharrisonius Reinert, 2003
- Cancraedes Edwards, 1929
- Catageiomyia Theobald, 1903
- Catatassomyia Dyar & Shannon, 1925
- Christophersiomyia Barraud, 1923
- Coetzeemyia Huang, Mathis & Wilkerson
- Collessius Reinert, Harbach & Kitching, 2006
- Cornetius Huang, 2005
- Dahliana Reinert, Harbach & Kitching, 2006
- Danielsia Theobald, 1904
- Dendroskusea Edwards, 1929
- Diceromyia Theobald, 1911
- Dobrotworskyius Reinert, Harbach & Kitching, 2006
- Downsiomyia Vargas, 1950
- Edwardsaedes Belkin, 1962
- Elpeytonius Reinert, Harbach & Kitching, 2009
- Finlaya Theobald, 1903
- Fredwardsius Reinert, 2000
- Georgecraigius Reinert, Harbach & Kitching, 2006
- Geoskusea Edwards, 1929
- Gilesius Reinert, Harbach & Kitching, 2006
- Gymnometopa Coquillett, 1905
- Halaedes Belkin, 1962
- Himalaius Reinert, Harbach & Kitching, 2006
- Hopkinsius Reinert, Harbach & Kitching, 2008
- Howardina Theobald, 1903
- Huaedes Huang, 1968
- Hulecoeteomyia Theobald, 1904
- Indusius Edwards, 1934
- Isoaedes Reinert, 1979
- Jihlienius Reinert, Harbach & Kitching, 2006
- Kenknightia Reinert, 1990
- Kompia Aitken, 1941
- Leptosomatomyia Theobald, 1905
- Levua Stone & Bohart, 1944
- Lewnielsenius Reinert, Harbach & Kitching, 2006
- Lorrainea Belkin, 1962
- Luius Reinert, Harbach & Kitching, 2008
- Macleaya Theobald, 1903
- Molpemyia Theobald, 1910
- Mucidus Theobald, 1901
- Neomelaniconion Newstead, 1907
- Nyctomyia Harbach, 2013
- Ochlerotatus Lynch Arribalzaga, 1891
- Paraedes Edwards, 1934
- Patmarksia Reinert, Harbach & Kitching, 2006
- Petermattinglyius Reinert, Harbach & Kitching, 2009
- Phagomyia Theobald, 1905
- Polyleptiomyia Theobald, 1905
- Pseudoarmigeres Stone & Knight, 1956
- Rampamyia Reinert, Harbach & Kitching, 2006
- Rhinoskusea Edwards, 1929
- Sallumia Reinert, Harbach & Kitching, 2008
- Scutomyia Theobald, 1904
- Skusea Theobald, 1903
- Stegomyia Theobald, 1901
- Tanakaius Reinert, Harbach & Kitching, 2004
- Tewarius Reinert, 2006
- Vansomerenis Reinert, Harbach & Kitching, 2006
- Zavortinkius Reinert, 1999